# Thomas Keller (Politiker)
Thomas Keller war ein deutscher Lokalpolitiker. Er wurde von der amerikanischen Militärregierung im Jahr 1945 zum Landrat des Landkreises Gerolzhofen in Bayern ernannt und später von der Bevölkerung in seinem Amt bestätigt.

## Leben und Wirken
Am 28. April 1946 kandidierte der bisher nur eingesetzte Landrat Thomas Keller als Kandidat der CSU und wurde zum Mitglied des Kreistages des Landkreises Gerolzhofen gewählt. Die Kreistagsmitglieder wählten Keller mit der CSU-Mehrheit zum Landrat. Unklar ist, ob Keller der CSU selbst angehörte. Am 24. November 1945 hatte Landrat Keller auch an der ersten öffentlichen Veranstaltung der SPD im Brauereisaal Tröster in Gerolzhofen teilgenommen und sich aktiv an der Versammlung beteiligt.